# 嵐の果し状
『嵐の果し状』（あらしのはたしじょう）は、1968年8月1日に公開された日活制作の任侠映画である。監督は松尾昭典。

## あらすじ
時は大正時代、5年間やくざ稼業に手を染めていた谷村征次郎が人生をもう一度一から出直そうと、香西市に帰ってきた。回漕問屋である沢井屋の沢井屋治助の世話になるが、治助は病で倒れ、本堂組によって残っていた一槽の船までもが借金をしていたあくどい本堂組に持っていかれた。彼らは回漕業も牛耳ろうとしていたのだ。征次郎はこれに怒り、沢井屋を再建するために奔走する。

## 配役
- 小林旭 : 谷村征次郎
- 高橋英樹 : 矢切直明
- 野川由美子 : 川菜屋お京
- 杉良太郎 : 川菜屋佐吉
- 山本陽子 : 小雪
- 近藤宏 : 本堂為蔵
- 柳瀬志郎 : 惣八
- 野呂圭介 : 吟次
- 内田朝雄 : 菱田屋
- 堀雄二 : 牡丹屋
- 田中春男 : 井上儀十
- 矢崎知紀 : 井上正市
- 杉江広太郎 : 舟辰
- 榎木兵衛 : 千代松
- 長弘 : 音松
- 木浦佑三 : 文治
- 谷村昌彦 : 法華政
- 井上昭文 : 但馬軍八
- 今井健二 : 本堂島蔵
- 沢たまき : 蝶子
- 菅井一郎 : 沢井屋治助

## スタッフ
- 監督 ： 松尾昭典
- 脚本 ： 星川清司
- 企画 ： 増井正武
- 音楽 ： 小杉太一郎
- 美術 :  中村公彦
- 編集 : 井上親弥
- 撮影 : 岩佐一泉

## ロケ地
- 宇多津町大束川周辺・浄泉寺・料亭公楽
- 琴林公園・津田の松原[3][4]
- 金刀比羅宮[4]
- 海岸寺海水浴場[4]

## 併映作品
- 『無頼非情』、江崎実生監督作品